# Tom Gerhardt

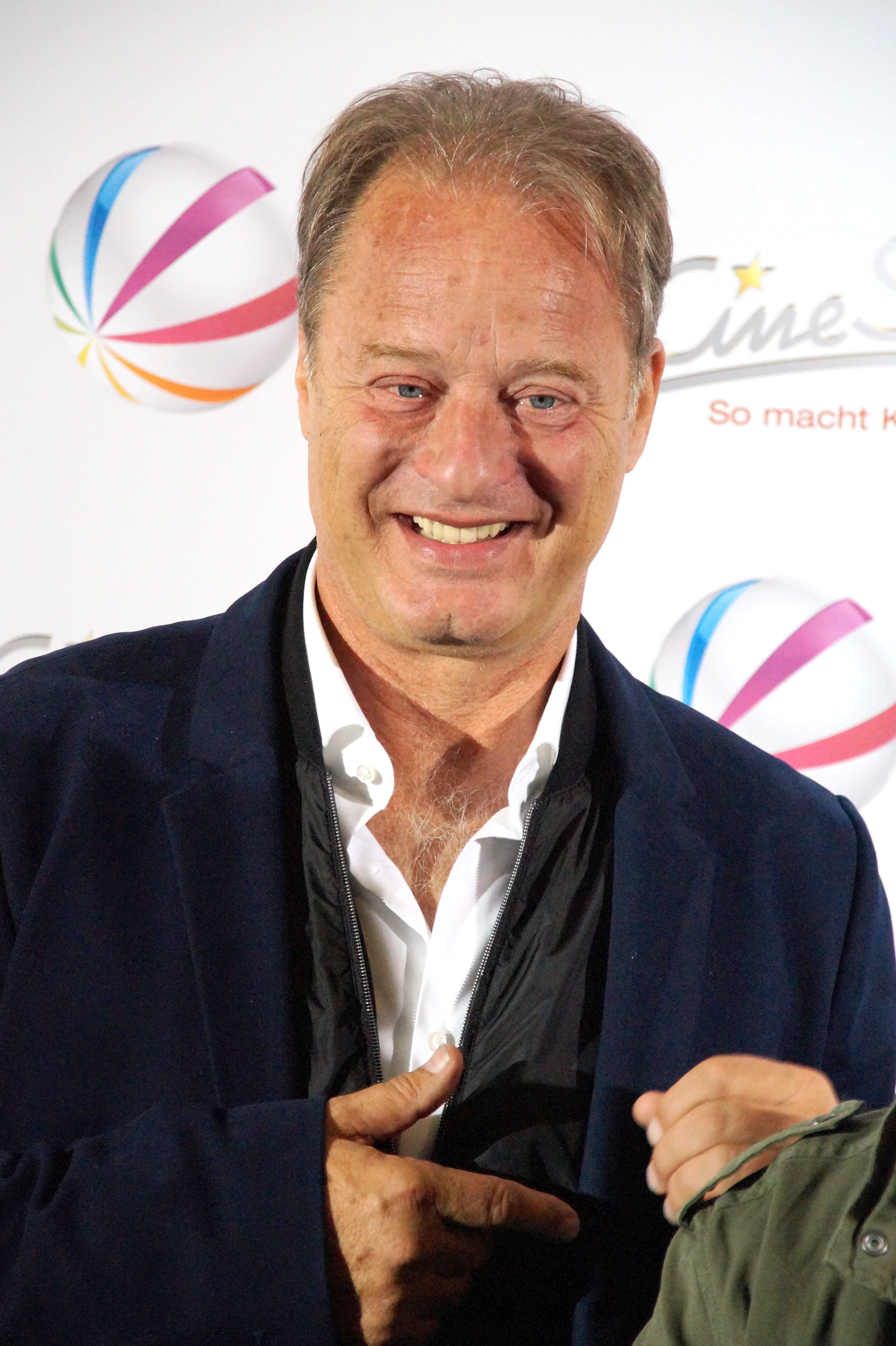
Tom Gerhardt 2016 bei der Premiere von Volltreffer

Tom Gerhardt (* 12. Dezember 1956 in Köln als Thomas Justin Fritz Gerhardt) ist ein deutscher Komiker und Schauspieler.

## Leben
Nach dem Abitur leistete Gerhardt seinen Grundwehrdienst als Panzerjäger. Danach studierte er Germanistik und Philosophie und schrieb eine Magisterarbeit über Die Sprachphilosophie des Nicolaus Cusanus.
Als freier Mitarbeiter bei der Kölner Boulevardzeitung Express schrieb er auch Berichte über die Kölner Kulturszene. Nach dem Einstieg als Entertainer beendete er in den 1990er Jahren seine Tätigkeit für die Zeitung.
1988 wurde er mit seinem Programm Dackel mit Sekt bekannt; entdeckt hatte ihn Jürgen von der Lippe. Erfolge feierte er mit dem Film Voll normaaal (1994) und den Fortsetzungen Ballermann 6 (1997) und Die Superbullen (2011). Ein weiteres erfolgreiches Projekt war die von 1999 bis 2010 ausgestrahlte Fernsehserie Hausmeister Krause – Ordnung muss sein. 2011 kehrte er nach zehn Jahren mit seinem neuen Programm Nackt und in Farbe wieder auf die Bühne zurück.
Seit 2015 spielt Gerhardt in dem Theaterstück Dinner für Spinner von Francis Veber (Regie: René Heinersdorff) den traurig-komischen Loser Mathias Bommes. Er schrieb zusammen mit Franz Krause die Komödie Ketten der Liebe. Im Oktober 2019 veröffentlichte Gerhardt zusammen mit seinem Sohn Rodrigo ein Kinderbuch.
Gerhardt hat eine 1985 oder 1986 geborene Tochter. 1995 führte er wenige Monate eine Ehe mit einer Honduranerin. Mit der Schauspielerin Katharina Gerhardt, geb. Beissel, war er in zweiter Ehe von 2003 bis 2008 verheiratet (Trennung 2007). Mit der Brasilianerin Nadja da Silva, die er 2019 heiratete, hat er einen Sohn (* 2010).
Die Familie wohnt gemeinsam in Köln-Lindenthal.

## Ehrungen und Auszeichnungen
- 2002: Deutscher Comedypreis für Hausmeister Krause.[10]
- 2011: Ehrenbürger von Köln-Kalk.[11]
- 2013: Ehrenpreis des Deutschen Comedypreises.[12]
- 2017: Goldenes Pflegeherz vom Pflegenetzwerk „Starke Partner – Pflegenetz im Kreis Heinsberg“.[13]

## Filmografie

### Filme
- 1994: Voll normaaal
- 1997: Ballermann 6
- 1999: Der Eisbär
- 2003: Pura Vida Ibiza
- 2004: Germanikus
- 2004: Resident Evil: Apocalypse
- 2004: 7 Zwerge – Männer allein im Wald
- 2005: Siegfried
- 2009: Dinosaurier – Gegen uns seht ihr alt aus!
- 2010: Freche Mädchen 2
- 2011: Die Superbullen
- 2011: Der Blender
- 2012: Agent Ranjid rettet die Welt
- 2013: Der Schluff und das Geheimnis der goldenen Taschenuhr
- 2014: Nachbarn süß-sauer (Fernsehfilm)
- 2015: Schmidts Katze
- 2016: Volltreffer (Fernsehfilm)
- 2017: Ritter Rost 2 – Das Schrottkomplott (Stimme)
- 2018: Verpiss dich, Schneewittchen

### Fernsehserien
- 1980er: So isses (mehrere Folgen)[14]
- 1990er: RTL Samstag Nacht (mehrere Folgen)
- 1999–2010: Hausmeister Krause – Ordnung muss sein
- 2015: SOKO München (Folge 542)
- 2018: Einstein (Folge 14, als Platzwart)
- 2020: Binge Reloaded
- 2020: Pan Tau

## Bühnenprogramme
- 1988–1992: Dackel mit Sekt
- 1992–1994: Voll die Disco
- 1995–1996: Voll Pervers
- 1999–2000: AU WEIA!
- 2011–2012: Nackt und in Farbe
- 2017–2019: Dinner für Spinner
- 2017–2018: Ketten der Liebe
- seit 2022: Hausmeister Krause: Du lebst nur zweimal
- seit 2024: Volle Packung

## Trivia
- Am 12. Februar 2000 trat Gerhardt bei einer Wrestlingveranstaltung namens WCW Millennium Tour in Oberhausen auf. Er bestritt einen Schaukampf gegen den deutschen Wrestler „Berlyn“ Alex Wright um dessen Auspuff.
- Auf dem Album Kauf mich! der Toten Hosen von 1993 hat Gerhardt in dem Lied Rambo-Dance eine kleine Sprechrolle, die Toten Hosen wiederum erwiderten dies durch einen Gastauftritt im Film Voll normaaal.
- Am 8. März 2008 trat er bei der Wok-WM im Vierer-Wok für das Team „Seat Weltmeister-Wok“ an.
- 2018 und 2019 beteiligte Gerhardt sich an zwei Kampagnen von Ordnungs- und Sicherheitsbehörden. In seiner Rolle als Tommy trat er dabei der Freiwilligen Feuerwehr bei und warb um neue Mitglieder für die Löschgruppe Kalk der Freiwilligen Feuerwehr Köln[15] und als Hausmeister Krause rief er für die Polizeibehörden in Bonn und dem Rhein-Sieg-Kreis zu Respekt gegenüber Sicherheitskräften auf.[16]
- Am 23. Dezember 2022 zeigte Gerhardt erneut seine Unterstützung für Ordnungs- und Sicherheitsbehörden: Anlässlich des 150. Gründungsjubiläums der Berufsfeuerwehr Köln gratulierte er in einem Video in seiner Rolle als Hausmeister Krause der Feuerwehr und sprach Lob und Anerkennung aus.[17]